# Selincourt
Pour les articles homonymes, voir Sélincourt.
Ne doit pas être confondu avec Seloncourt.
Selincourt est une ancienne commune française située dans le département de la Somme et la région Hauts-de-France. Elle est associée à la commune d'Hornoy-le-Bourg depuis 1972.

## Géographie

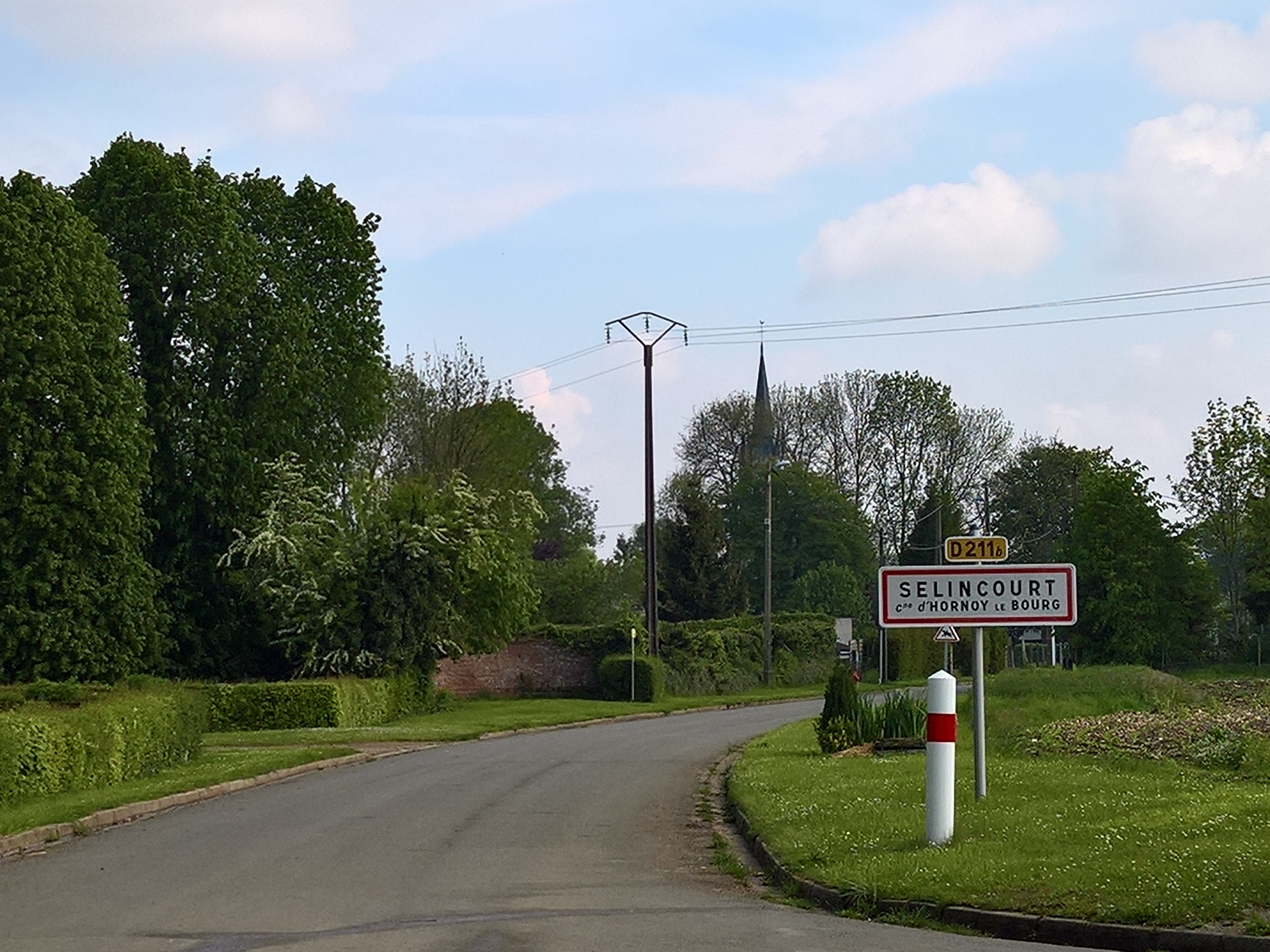
Entrée du village par la route D211b.

## Histoire
Le 1er juillet 1972, la commune de Selincourt est rattachée sous le régime de la fusion-association à celle d'Hornoy qui devient Hornoy-le-Bourg.

## Politique et administration
| Période                                  | Période  | Identité          | Étiquette | Qualité |
| ---------------------------------------- | -------- | ----------------- | --------- | ------- |
|                                          | En cours | Bertille Sangnier |           |         |
| Les données manquantes sont à compléter. |          |                   |           |         |

## Démographie
| 1793 | 1800 | 1806 | 1821 | 1831 | 1836 | 1841 | 1846 | 1851 |
| ---- | ---- | ---- | ---- | ---- | ---- | ---- | ---- | ---- |
| 454  | 424  | 460  | 486  | 531  | 520  | 514  | 494  | 440  |

| 1856 | 1861 | 1866 | 1872 | 1876 | 1881 | 1886 | 1891 | 1896 |
| ---- | ---- | ---- | ---- | ---- | ---- | ---- | ---- | ---- |
| 420  | 418  | 391  | 378  | 354  | 353  | 334  | 300  | 290  |

| 1901 | 1906 | 1911 | 1921 | 1926 | 1931 | 1936 | 1946 | 1954 |
| ---- | ---- | ---- | ---- | ---- | ---- | ---- | ---- | ---- |
| 264  | 266  | 246  | 203  | 191  | 156  | 162  | 168  | 164  |

| 1962 | 1968 | - | - | - | - | - | - | - |
| ---- | ---- | - | - | - | - | - | - | - |
| 144  | 124  | - | - | - | - | - | - | - |

## Lieux et monuments
- Abbaye de Selincourt (monument disparu)
- Arbre remarquable, tilleul de la ferme de la Sainte-Larme, planté avant la Révolution française
- Château du XVIIIe siècle
- Église paroissiale Saint-Martin ; reconstruite de 1873 à 1875 en style néo-gothique, en pierre calcaire, sur un plan en forme de croix, avec son inhabituel clocher à échauguettes. Elle contient une Vierge à l'Enfant de Jean-Baptiste Carpentier[3]
- Ferme de la Sainte-Larme
- Monument aux morts de 1914-1918

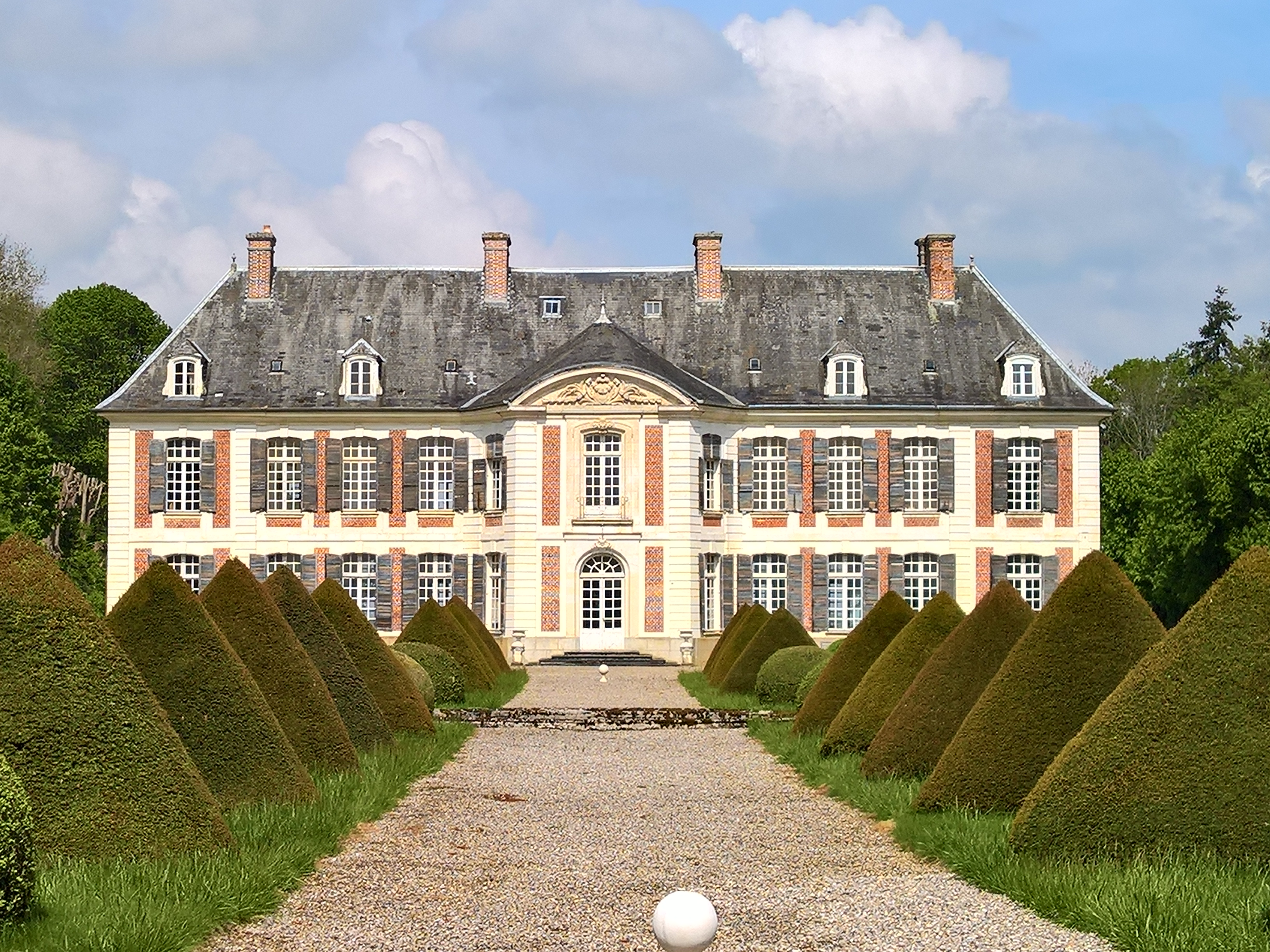
Façade du château.
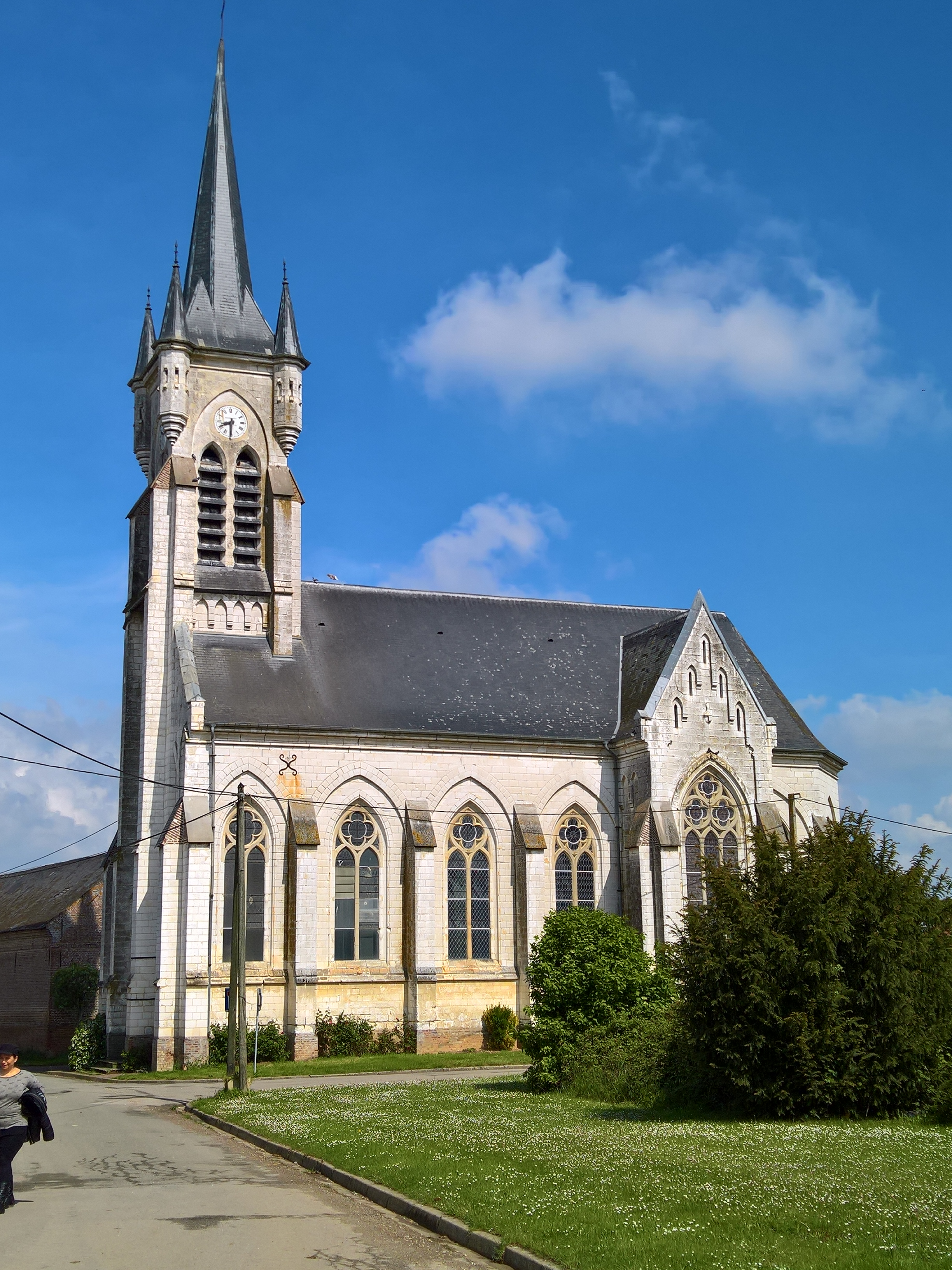
Église Saint-Martin.
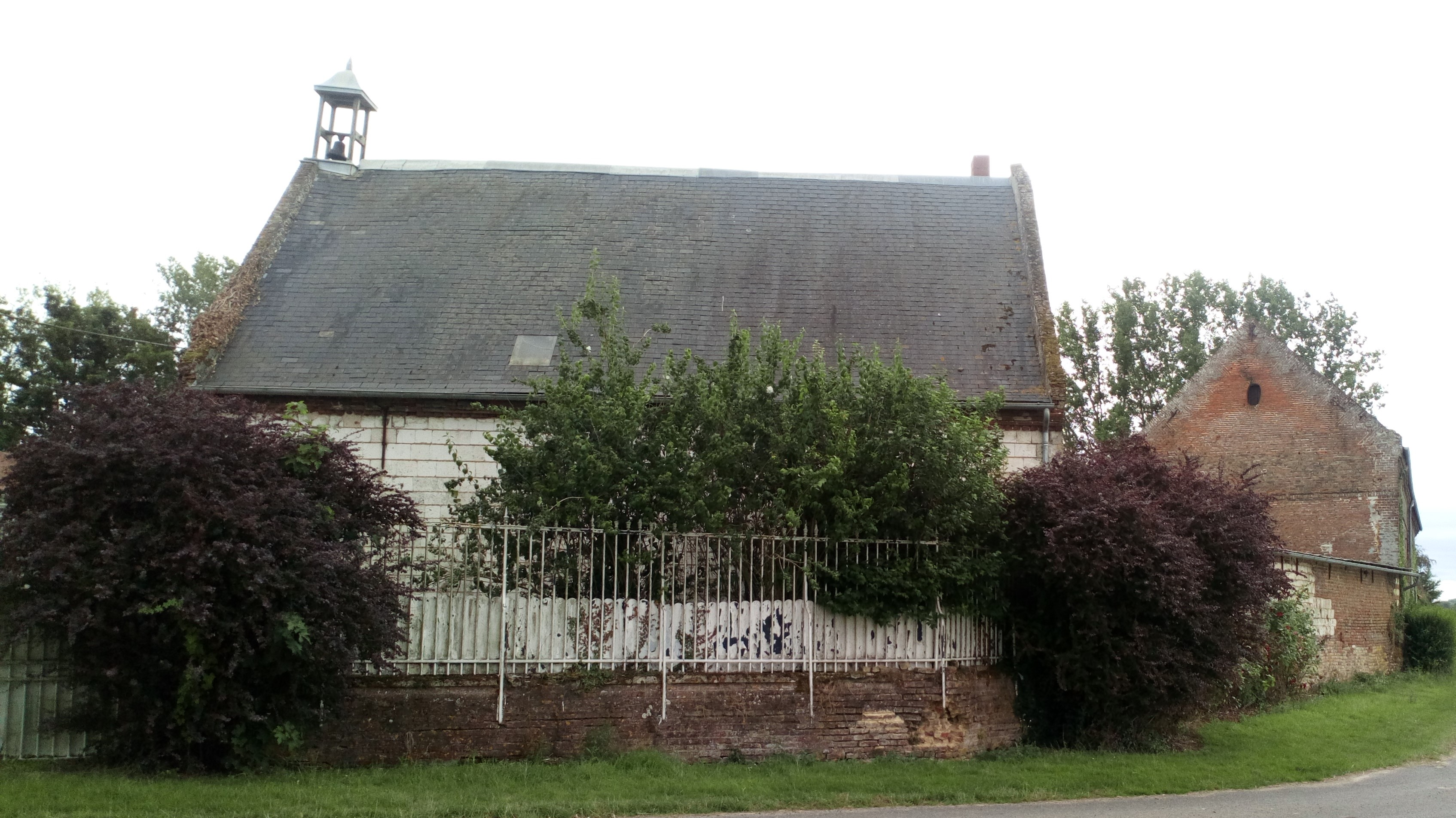
Ferme de la Sainte-Larme.
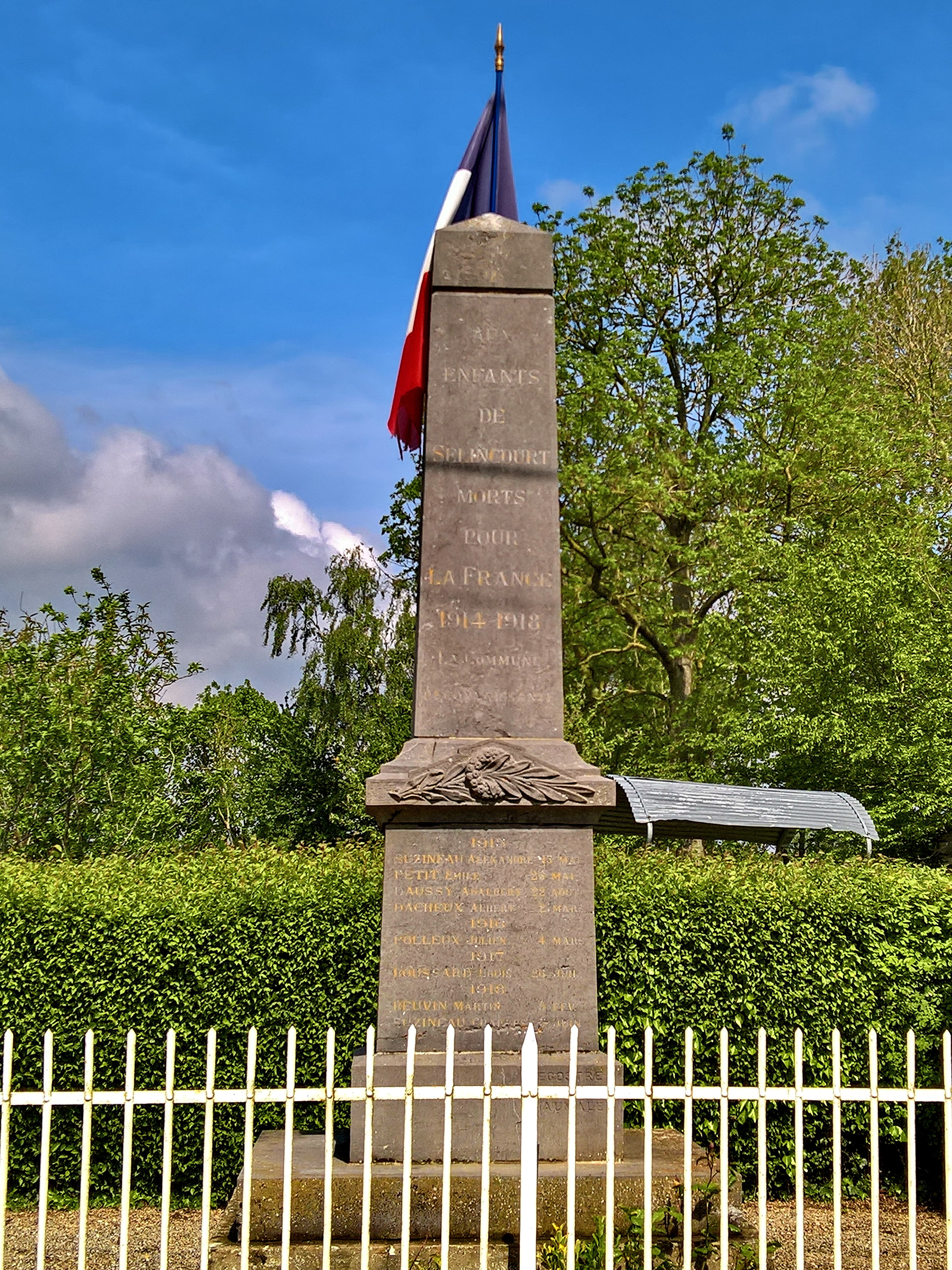
Monument aux morts.